# Koeth-Wanscheidsches Schloss
Das Koeth-Wanscheidsche Schloss in der rheinland-pfälzischen Ortsgemeinde Dirmstein ist ein großes schlossartiges Herrenhaus, dessen heutige Bestandteile vorwiegend aus dem späten Barock und dem Klassizismus stammen. Es steht in weiten Teilen unter Denkmalschutz.
Nach der Veräußerung des Anwesens (2012) durch die Ortsgemeinde als Voreigentümerin und nach Umbau durch die Deutsche Seniorenförderung und Krankenhilfe Regionalverband Worms e. V. (DSK) wird die Anlage seit Juni 2015 als Schlossparkklinik Dirmstein betrieben, eine private Klinik für Psychiatrie, Psychotherapie und Psychosomatik.

## Geographische Lage

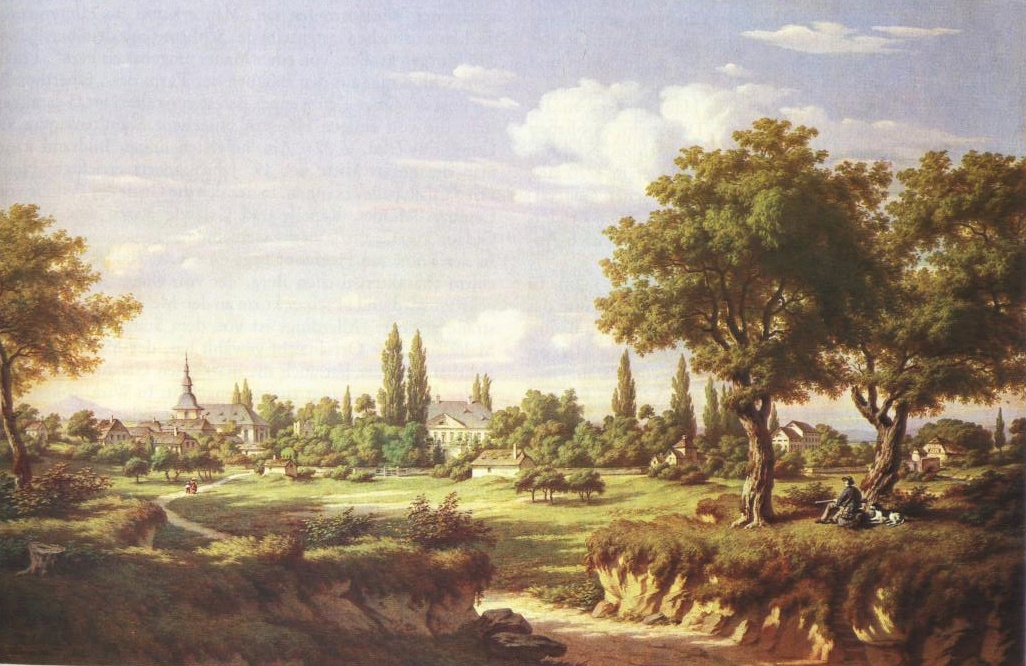
Gemälde von Louis Coblitz, 1862: „Ansicht von Dirmstein in der Pfalz und dem von Camuzi’schen Schloß“

Das Schloss, Straßenanschrift Herrengasse 45, steht auf einer Höhe von 105 m ü. NHN am Nordwestrand des historischen Ortskerns von Dirmstein, der heute noch wegen seiner Lage oben am Eckbach Oberdorf genannt wird.
Südfront und Innenhof weisen zur Herrengasse hin, der Ostflügel grenzt als Torhaus mit seiner nördlichen Seite an die Straße Obertor. Die weitere Nordfassade zeigt zum Schlosspark, dessen Südostabschluss durch das Schloss gebildet wird.
Ein Gemälde von Louis Coblitz aus dem Jahr 1862 mit einer Ansicht von Dirmstein zeigt zentral das nach seinem damaligen Eigentümer Camuzi benannte Schloss.

## Gebäude
Das alte Bauensemble gruppierte sich hufeisenförmig um einen großen gepflasterten Innenhof, der sich auch heute noch nach Süden, zur Herrengasse hin, optisch offen präsentiert; er ist durch einen niedrigen Sandsteinsockel mit aufgesetztem Staketenzaun abgeschlossen und über ein mittig gesetztes Tor mit Sandsteinpfeilern zugänglich. Beiderseits des Tores standen anfangs vier, später noch zwei alte Spitzahornbäume, die vor Jahrzehnten unter der Bezeichnung „Vier alte Ahornbäume“ als Naturdenkmal mit der Nummer ND-7332-521 unter Schutz gestellt wurden.
An der West- und Ostflanke des Hofes standen die beiden sogenannten Remisen, kubisch geformte Wirtschaftsgebäude vom Anfang des 19. Jahrhunderts, die durch gestufte Blendbögen und durchlaufende Kämpfergesimse gegliedert sind.
Die Mitte des Hufeisens bildete das eigentliche Schloss, das aus dem Mittelbau und zwei niedrigeren Seitenflügeln besteht.

## Baugeschichte

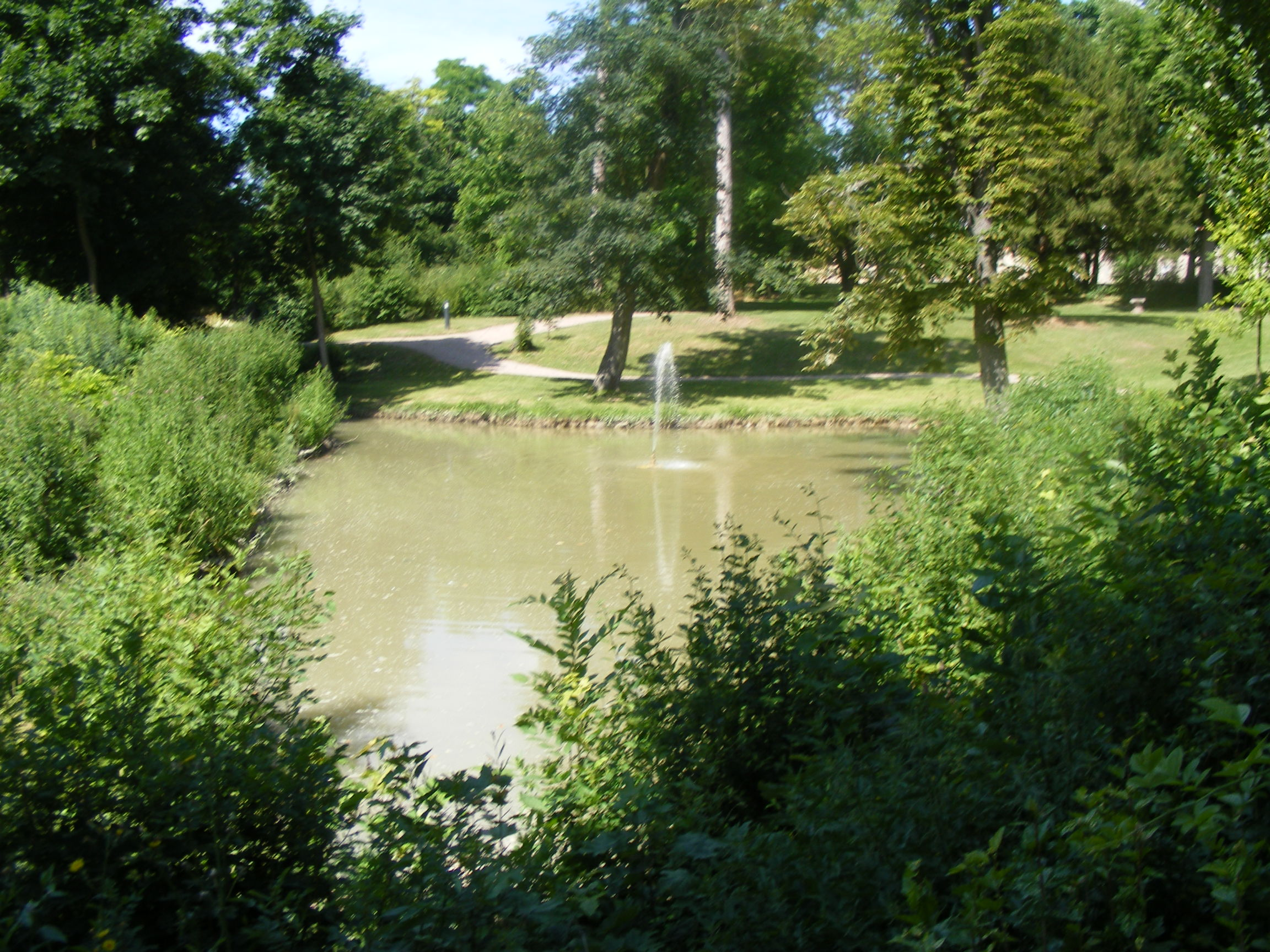
Teich im Schlosspark

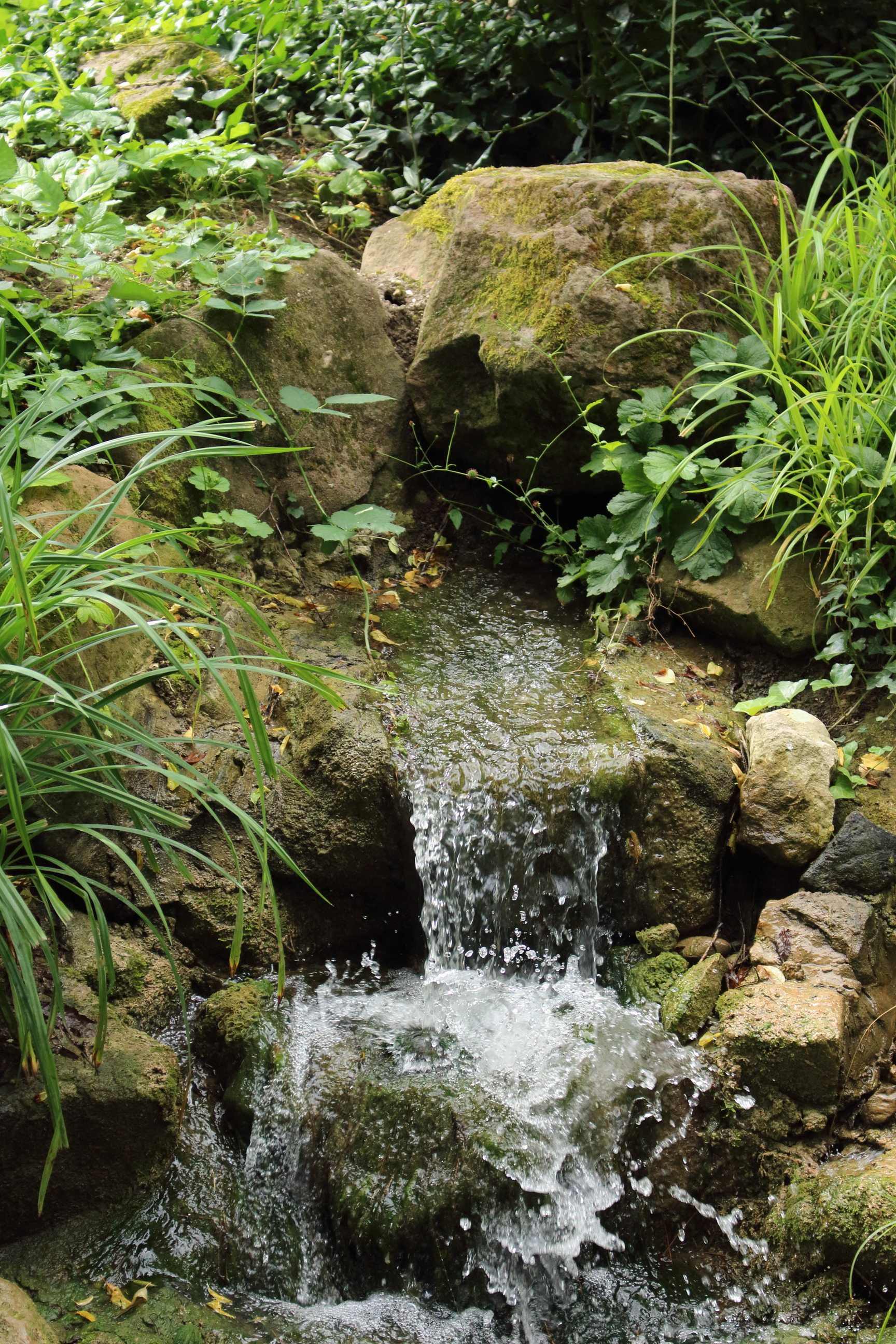
Bach im Schlosspark

In der Mitte des 18. Jahrhunderts war der baden-durlachische Hofrat Wolfgang Wilhelm von Rießmann der erste bekannte Eigentümer des Schlosses. Damals verlief noch der Graben der Dorfbefestigung entlang der Nordseite des Anwesens, der Schlosspark existierte noch nicht. Auf dem Ortsplan von 1746 wurde eingetragen:

„H. v. Rismans Haus gegen die gassen von holtz u. das newe gegen dem graben von stein; samt zwey scheuren, auch beyde von holtz“

Der in dieser Quelle als das „neue“ Haus bezeichnete steinerne Mittelbau wurde unter Verwendung von Holzbalken errichtet, die nach dendrochronologischen Untersuchungen aus den Jahren 1715–1718 stammen und somit der gleichen Wiederaufbauphase zuzuordnen sind wie das Alte Rathaus, die St.-Michael-Apotheke oder das Haus Marktstraße 1. Dies belegt, dass auch das Vorgängeranwesen des Schlosses zerstört worden war, als Dirmstein 1689 im Pfälzischen Erbfolgekrieg durch Truppen des französischen Königs Ludwig XIV. fast gänzlich niedergebrannt wurde.
In der 2. Hälfte des 18. Jahrhunderts ging das Schlosseigentum von Rießmann an die Familie von Haumüller über, die im 17. Jahrhundert in den erblichen Adelsstand erhoben worden war. Spätestens ab 1765 befand sich das Schloss dann im Besitz des kurpfälzischen Offiziers Georg August Heinrich von Kinckel (1741–1827). Dieser sollte, als gegen Ende des 18. Jahrhunderts die Französische Revolution auf die linksrheinischen Gebiete der Kurpfalz übergriff, enteignet und die Anlage versteigert werden. Doch Kinckel veräußerte das Schloss sowie seinen ebenfalls von Beschlagnahmung bedrohten Besitz in Heimsheim bei Alzey am 6. November 1796 für 24.000 Gulden an seinen Bruder Heinrich August von Kinckel (1747–1821), der als niederländischer Vizeadmiral und Diplomat Immunität genoss.
Von ihm erwarb die gesamte Anlage am 2. Dezember 1802 Joseph von Camuzi. Sein Sohn Gideon, der später, von 1868 bis 1874, Bürgermeister war, und dessen Familie erweiterten das Areal nach Norden über die bisherige Ortsgrenze hinaus, indem sie dort zwischen 1824 und 1837 Ländereien jenseits des alten Dorfgrabens hinzukauften. Gideon von Camuzi war befreundet mit dem Mannheimer Maler Louis Coblitz, der sich im Sommer 1861 hier bei ihm im Schloss aufhielt und mehrere Bilder von Dirmstein fertigte.

Bilder aus der Zeit vor dem Umbau zur Klinik
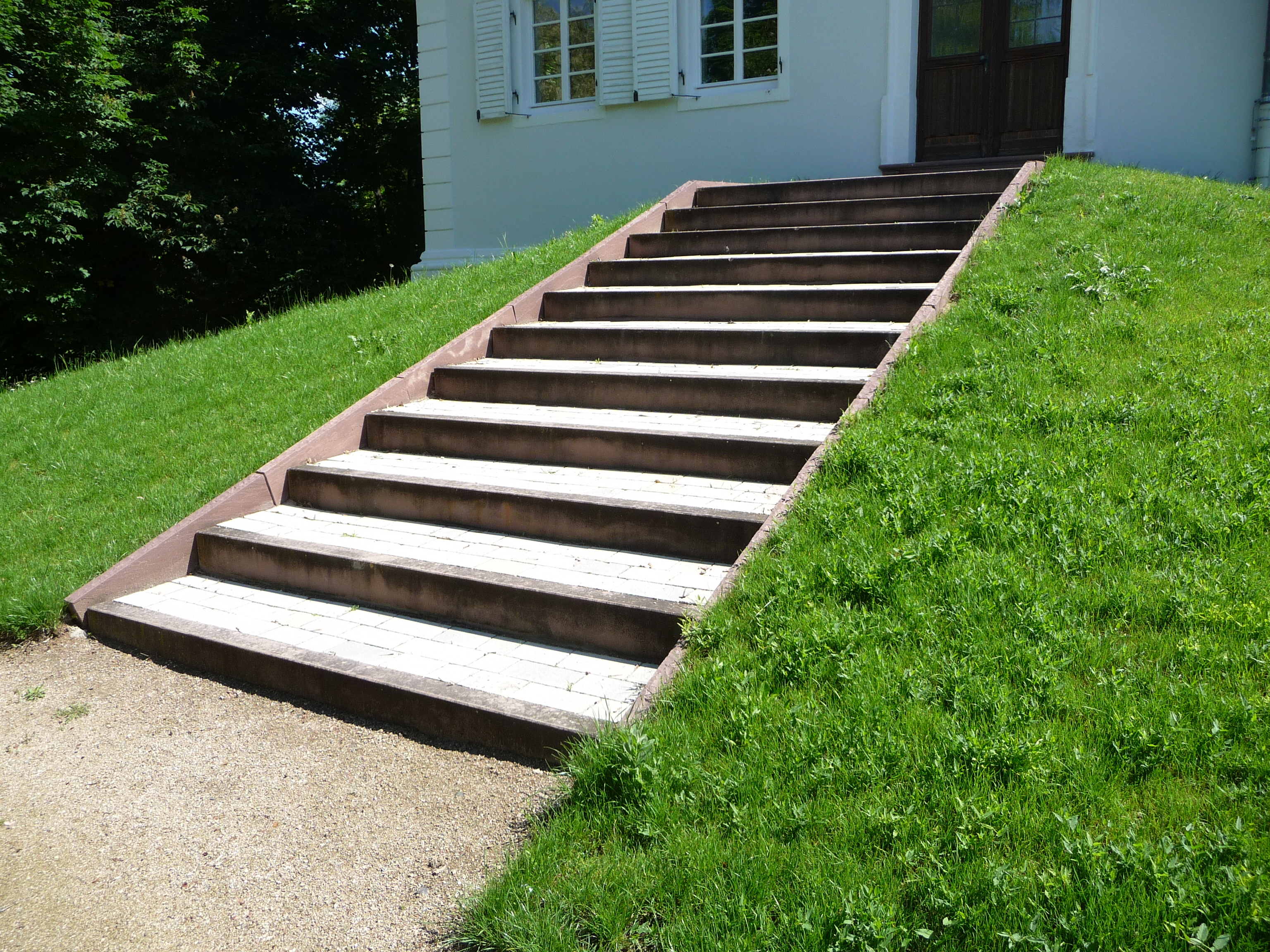
Treppe vom Westflügel zum Schlosspark
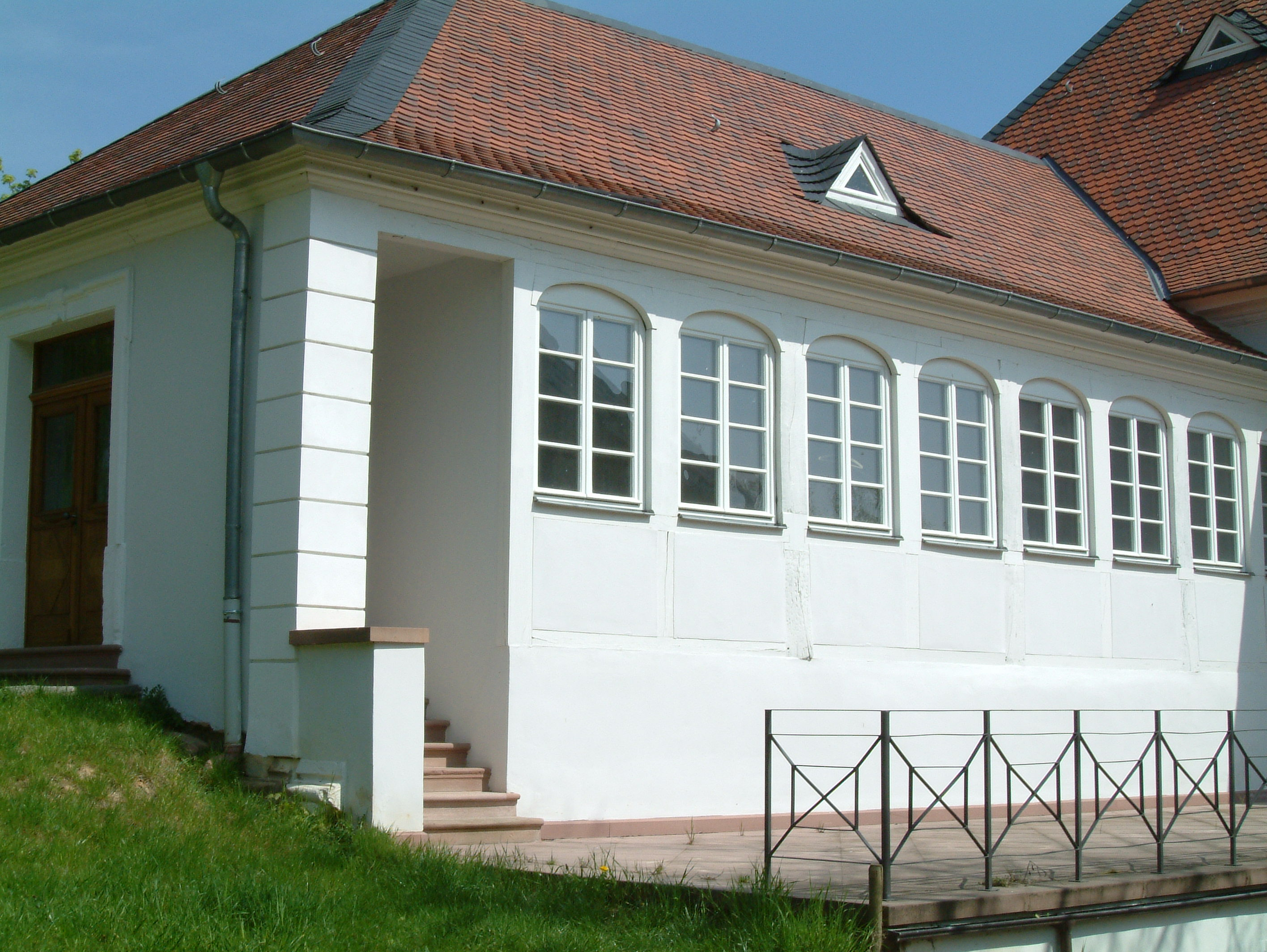
Westflügel
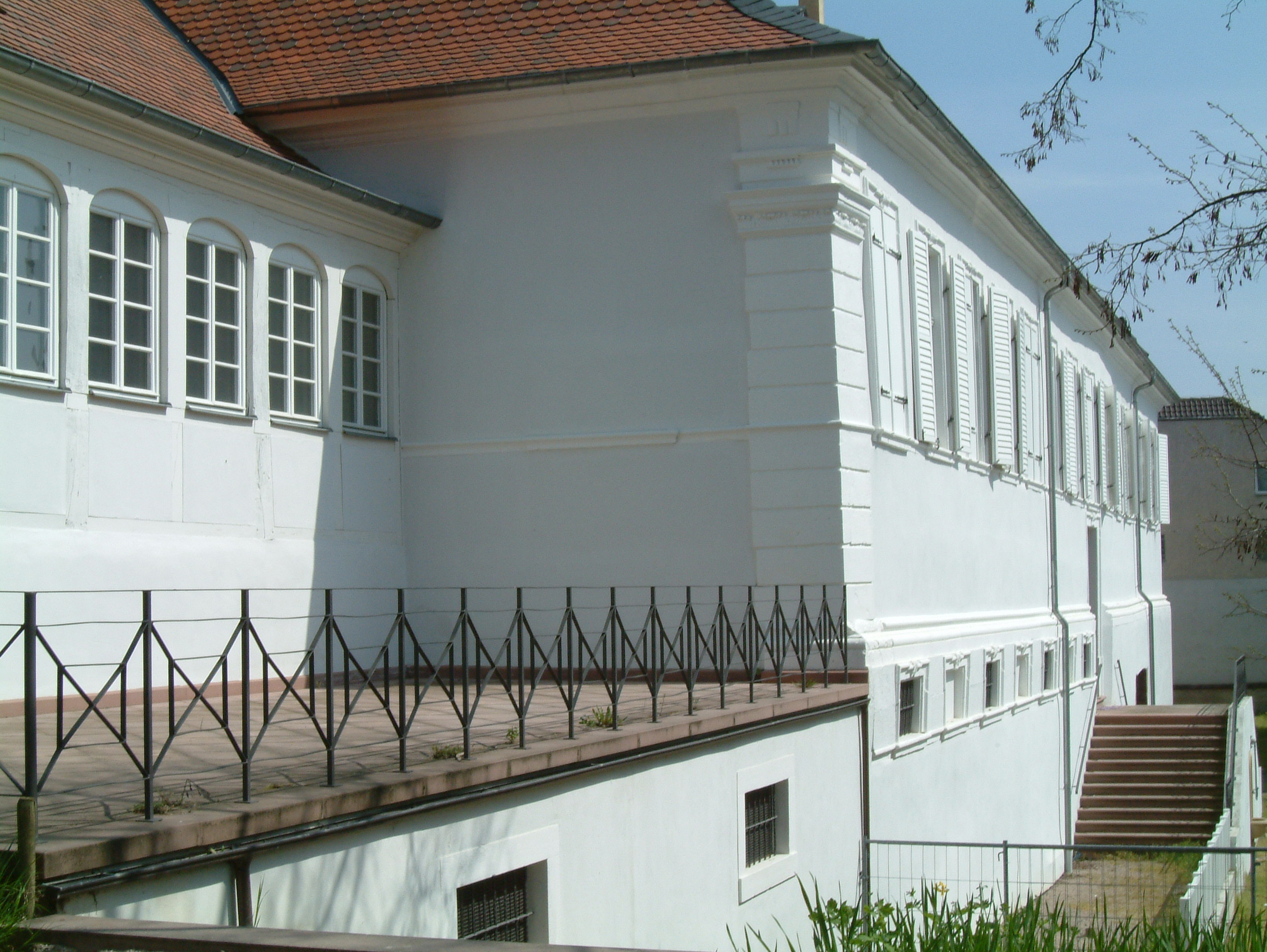
Mittelbau von Südwesten
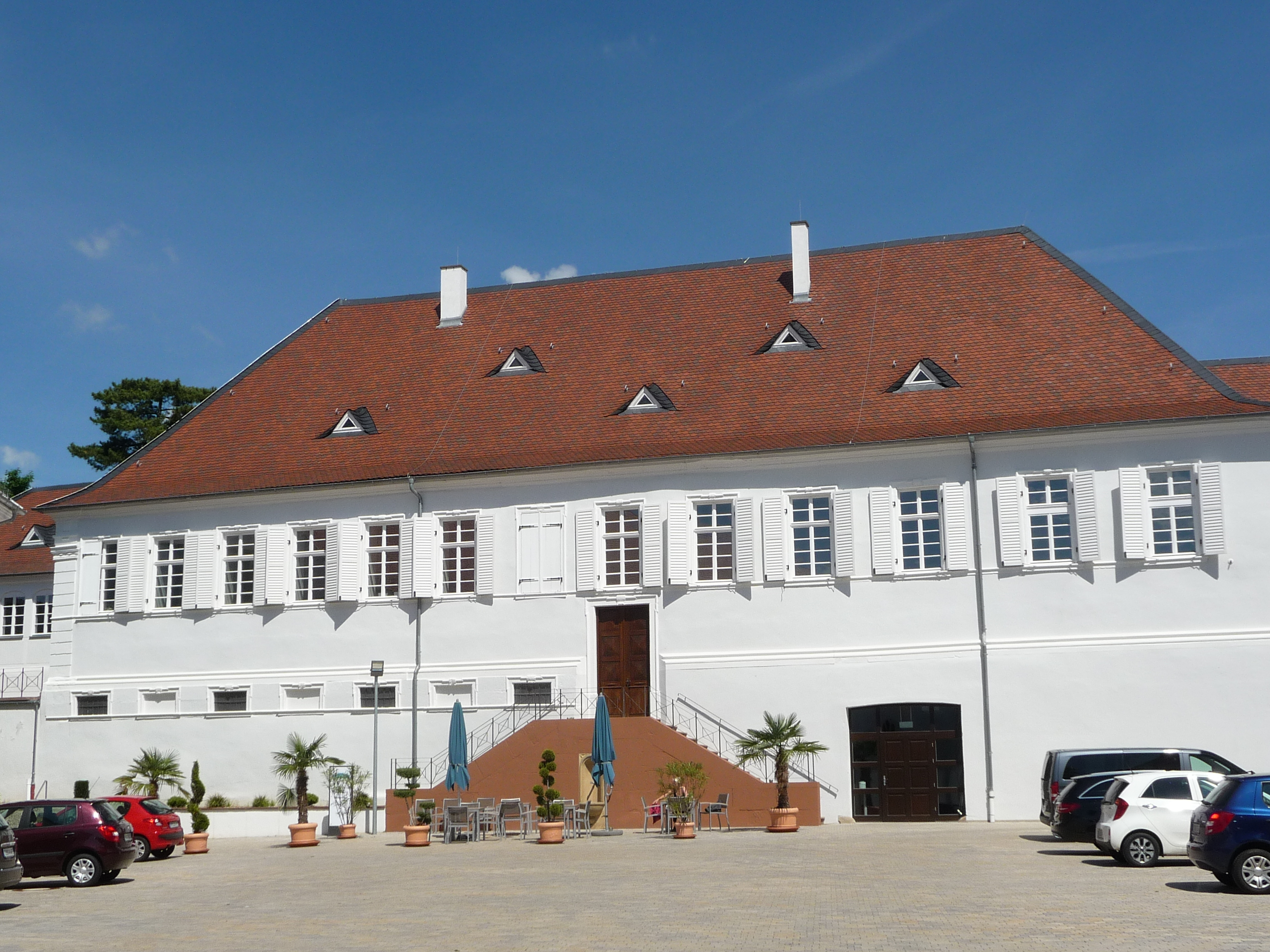
Mittelbau von Süden
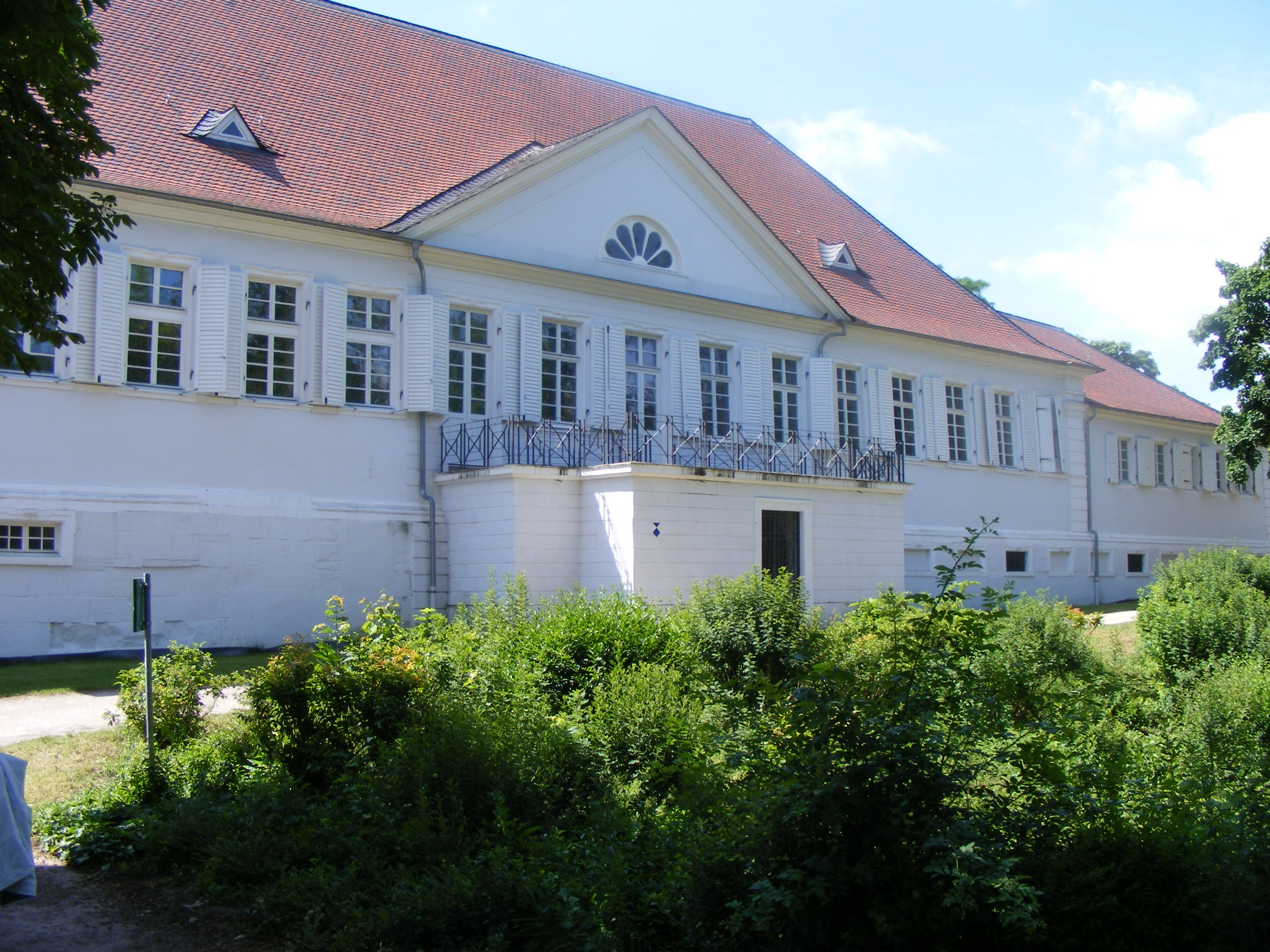
Nordseite

## Sanierung, Umbau und heutige Nutzung
Zu Beginn des neuen Jahrtausends wurde das Schloss durch die öffentliche Hand außen vollständig, innen in wesentlichen Teilen restauriert. Die Suche nach einem Investor, der bereit war, eine vollständige Sanierung vorzunehmen, blieb lange Zeit erfolglos. Vor allem die Auflagen der Denkmalschutzbehörde, die großen Dachflächen nicht mit Gauben zu öffnen und so auf die Nutzung des umfänglichen Speicherraumes zu verzichten, schreckten Interessenten ab.
2012 verkaufte die Ortsgemeinde Dirmstein das Anwesen an den Regionalverband Worms der Deutschen Seniorenförderung und Krankenhilfe (DSK). Die Trägerin von Seniorenzentren sanierte das Schloss in Abstimmung mit Denkmal- und Brandschutz. Im Juni 2015 wurde darin die Schlossparkklinik Dirmstein eröffnet, die über 52 Betten verfügt.
Im Hauptgebäude befinden sich die Therapieräume und Mitarbeiterbüros; der Gewölbekeller wurde zu einer Indoor-Bogenschießanlage umgestaltet. Die Fassade der Westremise konnte erhalten und ausgebessert werden, während der marode restliche Gebäudeteil komplett abgerissen und neu gebaut werden musste. Im Erdgeschoss befinden sich Rezeption, Verwaltung, Restaurant, Bibliothek und Raucherlounge. Die Westremise wurde um einen Neubau erweitert, in dem sich neben Patientenzimmern auch ein Entspannungsbereich mit Pool, Sauna, Blue Box und Ruheraum befindet. Als Übergang zwischen Schloss und Westremise bzw. zwischen Patiententrakt und Therapieräumen wurde eine Glasbrücke eingesetzt. Bei der Ostremise wurde hauptsächlich die Fassade saniert. Die Remise kann als Ausbaureserve je nach Bedarf zu Lagerzwecken oder zur Erweiterung der Bettenkapazität genutzt werden.